# 阿德爾伯特山脈

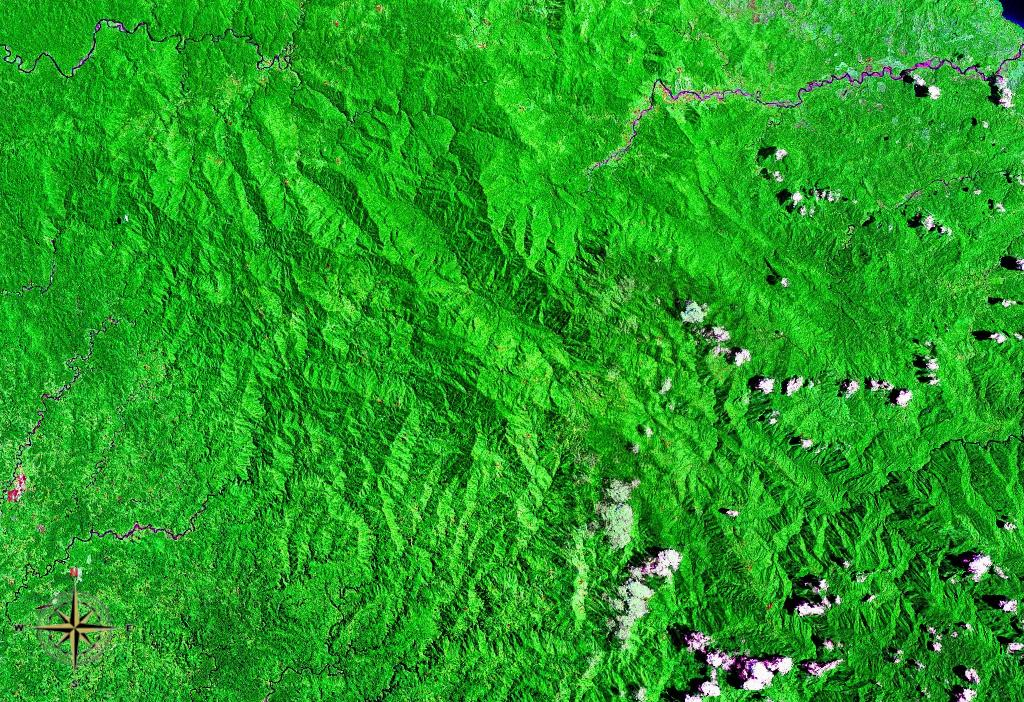

阿德爾伯特山脈是巴布亞新幾內亞的山脈，位於該國中北部，由馬當省負責管轄，最高點海拔高度1,716米，該山脈是超過700種鳥類的棲息地。